# Ємен на літніх Олімпійських іграх 2004
Ємен брав участь у Літніх Олімпійських іграх 2004 року в Афінах (Греція) учетверте за свою історію, але не завоював жодної медалі. Країну представляли три спортсмени, які взяли участь у змаганнях з легкої атлетики, плавання та тхеквондо.

## Легка атлетика
Спортсменів — 1
Чоловіки
| Спортсмен        | Вид  | Забіг     | Забіг | Чверть- фінал | Чверть- фінал | Півфінал   | Півфінал   | Фінал      | Фінал      |
| Спортсмен        | Вид  | Результат | Місце | Результат     | Місце         | Результат  | Місце      | Результат  | Місце      |
| ---------------- | ---- | --------- | ----- | ------------- | ------------- | ---------- | ---------- | ---------- | ---------- |
| Саїд Аль-Адреана | 400м | 49,39     | 8     | Не пройшов    | Не пройшов    | Не пройшов | Не пройшов | Не пройшов | Не пройшов |

## Плавання
Спортсменів — 1
Чоловіки
| Спортсмен    | Вид                | Заплив    | Заплив | Півфінал   | Півфінал   | Фінал      | Фінал      |
| Спортсмен    | Вид                | Результат | Місце  | Результат  | Місце      | Результат  | Місце      |
| ------------ | ------------------ | --------- | ------ | ---------- | ---------- | ---------- | ---------- |
| Мохамед Саад | 50 м вільний стиль | 29,97     | 80     | Не пройшов | Не пройшов | Не пройшов | Не пройшов |

## Тхеквондо
Спортсменів — 1
Чоловіки
| Спортсмен     | Категорія | 1/8                              | Чвертьфінал        | Півфінал           | Втішний раунд 1    | Втішний раунд 2    | Бій за третє місце | Фінал              |
| Спортсмен     | Категорія | Суперник Результат               | Суперник Результат | Суперник Результат | Суперник Результат | Суперник Результат | Суперник Результат | Суперник Результат |
| ------------- | --------- | -------------------------------- | ------------------ | ------------------ | ------------------ | ------------------ | ------------------ | ------------------ |
| Акрам Абдулла | 58 кг     | Олександр Шапошник (UKR) Пор 5:7 | Закінчив виступ    | Закінчив виступ    | Закінчив виступ    | Закінчив виступ    | Закінчив виступ    | Закінчив виступ    |